# قلعه آگا
قلعه گوچاکو (به ژاپنی: 英賀城, Aga jō)، یک قلعه ژاپنی در دوره موروماچی بود که در ولایت هاریما امروزه در استان هیوگو، ژاپن قرار داشت. این قلعه در کنار قلعه میکی و قلعه گوچاکو سه قلعه بزرگ ولایت هاریما محسوب می‌شدند. در ۱۵۸۰ قلعه در طی حمله به چوگوکو به دست هاشیبا هیده‌یوشی سقوط کرد.